# Kanadabråket
Kanadabråket var en förhandlingskonflikt mellan ishockeyförbund åren 1970-1976.

## Bakgrund
Kanada tilldelades värdskapet för VM 1970 och de kanadensiska orterna Montréal och Winnipeg utsågs till arrangörsorter. På en sommarkonferens i Crans i Schweiz hade det internationella ishockeyförbundet (IIHF) beslutat att Kanada skulle få spela turneringen med nio proffs. Men tre månade före start kallade IIHF:s president Bunny Ahearne till den högsta beslutande kommittén till ett extramöte i Genève. Kanada hade strax före jul i december 1969 kommit på andra plats vid Izvestijaturneringen och spelat oavgjort mot segrarlaget Sovjetunionen. Därefter hade Kanada med sex proffs i laget spelat fem matcher mot Sovjetunionen och vunnit tre av dessa. Då IIHF var starkare i Europa än i Nordamerika har det föreslagits att IIHF helst inte ville se Kanada vinna VM och att det var skälet till att man motarbetade Kanada. IIHF hade inför mötet kontaktat Internationella Olympiska Kommittén (IOK) för att få reda på om andra lag riskerade att mista sin amatörstatus i OS om de mötte professionella spelare i VM. IOK:s president Avery Brundage svarade då att om IIHF öppnade VM för proffs så kommer alla lag förlora sin amatörstatus och bli avstängda från OS. IOK gick med på undantag för den redan spelade Izvestijaturneringen då den kunde ses som en vänskapsturnering. För att rädda sitt VM förslog Kanada att göra VM-turneringen 1970 inofficiell, så att proffsen kunde vara med, men IIHF beslöt ändå att Kanada inte fick ha med proffs i sitt VM-lag 1970. Kanada avbröt landskampsutbytet och lämnade ifrån sig värdskapet för VM 1970 till Sverige som anmält sig som reservvärdar 1970.

## Bråket
Kontakterna mellan Kanada och övriga ishockeyvärlden låg under dessa år inte helt nere. Eftersom de av Kanade dominerade proffsligorna NHL och WHA som var fristående ligor som stod utanför såväl det kanadensiska ishockeyförbundet som IIHF kunde Kanada under dessa år spela proffsmatcher mot bland annat Sovjetunionen vid Summit Series 1972. Samma år spelade ett kanadensiskt proffslag i Sverige då det 1922 bildade Svenska Ishockeyförbundet firade 50-årskalas. 1974 spelade Kanada även mot Sverige, och ett kanadensiskt WHA-lag spelade mot Sovjetunionen. 1975 infördes även en utmanarserie mellan de bästa NHL-lagen och Sovjetunionens bästa lag. Åren 1970-1976 var USA det enda landet från Nordamerika som deltog i de stora ishockeyturneringarna. USA hade tidigare varit ganska framgångsrika trots spel utan proffs, men under dessa år började man "pendla" mellan spel i A-VM och B-VM. Sverige drabbades samtidigt av en utvandringsvåg till de nordamerikanska proffsligorna, men lyckades förhållandevis bra ändå i landslagsturneringarna. Sovjetunionen och i viss mån även Sverige och Tjeckoslovakien var oftast överlägsna, och intresset för VM-turneringen minskade under dessa år. Ishockeyintresserade i allmänhet ville ha tillbaka Kanada i de stora turneringarna. De flesta var överens om att så här kunde det inte hålla på länge till innan de flesta skulle tröttna, och under första halvan av 1973 började Alan Eagleson och hans företag Sports Management undersöka möjligheterna att anordna en världsturnering i ishockey öppen för proffs, motsvarande VM i fotboll, för att öka intresset för ishockey i världen.

## Sams igen
I mitten av 1975 beslöt IIHF att i september 1976 skulle Kanada arrangera den första upplagan av Canada Cup, en världsturnering för landslag där alla proffs kunde vara med, eftersom den spelades före NHL och WHA drog igång sina säsonger. Vid VM 1976 i Katowice i Polen fick proffsen vara med i VM för första gången. Kanada deltog vid VM 1977 i Wien i Österrike. A-gruppen utökades från 6 till 8 lag och Kanada slapp börja om i C-gruppen. 1977 hade Kanada ett VM-lag fullt med proffs, som dock bara kom på fjärde plats. Men Kanadabråket var över, och i dag har många sedan länge helt glömt bort konflikten. I OS fick dock Kanada, precis som övriga länder, spela utan proffs fram till 1988.